# Порто Толе
По̀рто То̀ле (на италиански: Porto Tolle) е община в Северна Италия, провинция Ровиго, регион Венето. Разположена е на 1 m надморска височина. Населението на общината е 9920 души (към 2014 г.).
Административен център на общината е градче Ка' Тиеполо (Ca' Tiepolo). Общината включва територията на делтата на река По.